# 3895 Earhart
3895 Earhart је астероид главног астероидног појаса. Приближан пречник астероида је 10,94 ,
а средња удаљеност астероида од Сунца износи 2,350 астрономских јединица (АЈ).
Инклинација (нагиб) орбите у односу на раван еклиптике је 24,375 степени, а орбитални период износи 1316,593 дана (3,604 године). Ексцентрицитет орбите астероида износи 0,181.
Апсолутна магнитуда астероида износи 12,70 а геометријски албедо 0,122.
Астероид је откривен 23. фебруара 1987. године.